# Souss-Massa
Souss-Massa (en amazic: ⵙⵓⵙⵙ-ⵎⴰⵙⵙⴰ Sus - Massa, àrab سوس ماسة) és una de les dotze noves regions en que s'ha organitzat el Marroc després de la reforma administrativa de 2015. La seva capital és Agadir. Comprèn l'antiga regió de Souss-Massa-Draâ llevat del Drâa (províncies de Ouarzazate, Zagora i de Tinghir) i de la província de Sidi Ifni a les que es va unir la província de Tata de l'antiga regió de Guelmim-Es Semara.
Limit a l'oest amb l'oceà Atlàntic, al nord amb la regió de Marràqueix-Safi, a l'est amb la regió de Drâa-Tafilalet, al sud-est amb l'Algèria i al sud-oest amb Guelmim-Oued Noun. La regió està limitada al nord pels massissos de l'Alt Atles occidental, seguint la vall de l'oued Souss, travessat al centre per l'oued Massa i l'Anti-Atles, vorejat al sud pel riu Drâa.

## Divisió territorial
La regió de Souss-Massa comprèn 2 prefectures i 4 províncies :
- la prefectura d'Agadir Ida-Outanane (Tamnbaḍt n Idawtanan) ;
- la província de Chtouka-Aït Baha (Tasga n Actukn - Ayt Baha) ;
- la prefectura d'Inezgane-Aït Melloul (Tamnbaḍt n Inzggan - Ayt Mllul) ;
- la província de Taroudant (Tasga n Tarudant) ;
- la província de Tata (Tasga n Taḍa) ;
- la província de Tiznit (Tasga n Tiznit).